# Tulipa platystigma
Espèce
Classification phylogénétique
Tulipa platystigma Jord., la Tulipe de Guillestre ou Tulipe à stigmates aplatis, est une espèce de plantes à fleurs de la famille des Liliaceae et du genre Tulipa. Elle fait partie des 14 espèces de tulipes sauvage de France. C'est une espèce endémique de la Haute-Durance et quasiment éteinte. Elle doit son nom à la ville de Guillestre dans les Hautes-Alpes.

## Description

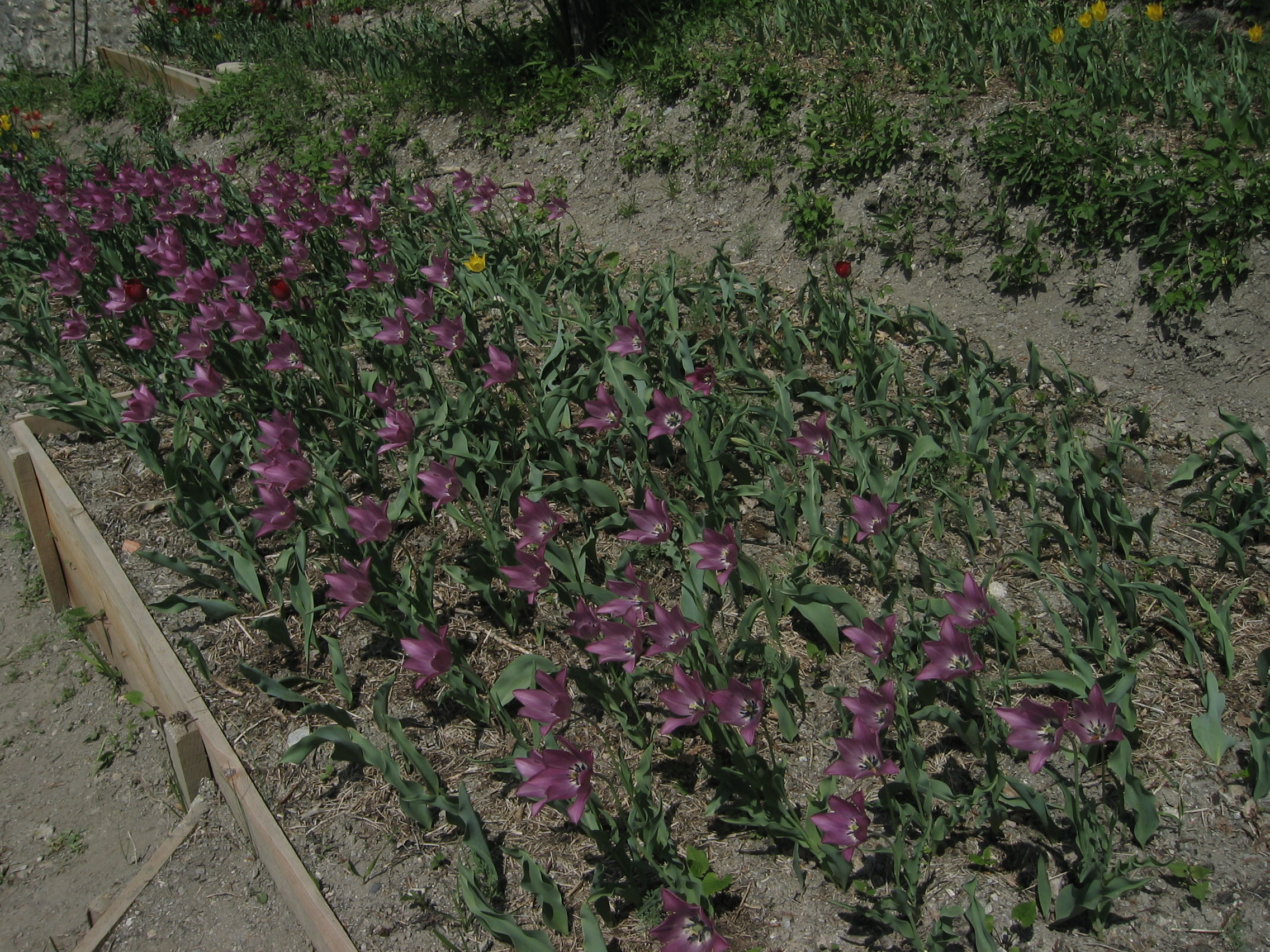
Double de la culture conservatoire du Conservatoire Botanique National Alpin de Gap-Charance, visible à la Maison de la Nature des Hautes-Alpes, à Guillestre.

La tulipe de Guillestre est une plante vivace bulbeuse assez atypique avec sa robe rose-lilas et son cœur bleu-violacé. Elle mesure de 20 à 30 cm de haut (parfois jusqu'à 50 cm) avec une tige flexible, et les pétales se terminent en petite pointe au sommet. Elle a des taches basales bleues de moyennes dimensions qui sont bordées de blanc. Ses feuilles sont larges et ondulées sur les bords, signe distinctif des tulipes sauvages.
Elle est messicole comme la plupart des tulipe sauvages.

## Histoire
Elle a été découverte pour la première fois en 1855 par le biologiste Alexis Jordan, mais fut bientôt oubliée et considérée comme éteinte, et n'était sans doute connu que par les gens du pays. La tulipe de Guillestre ne fut redécouverte qu'en 1991 par un curé de Risoul, André Foy.

## Remarque
Certains auteurs n'acceptent pas cette espèce qu'ils considèrent comme synonyme à Tulipa gesneriana L. D'autres auteurs acceptent cette espèce mais la classent, avec d'autres espèces, au sein d'un agrégat d'espèces, Tulipa gesneriana L. agg,. Cela explique également la redécouverte de l'espèce : elle n'était pas « oubliée » mais n'était pas différenciée de Tulipa gesneriana.

## Protection

### Livre Rouge National de France
Actuellement il ne reste qu'une cinquantaine de spécimens regroupé dans une seule station. La tulipe de Guillestre est inscrite au Livre Rouge National de France.

### Autres statuts de protection
À l'heure actuelle, Tulipa platystigma n'est pas inscrite sur la liste des espèces végétales protégées sur l'ensemble du territoire français métropolitain. Néanmoins, Tulipa gesneriana y est inscrit en Annexe I. Quand l'arrêté est entré en vigueur, Tulipa platystigma n'était pas différenciée de Tulipa gesneriana. Donc, on peut considérer que Tulipa platystigma est strictement protégée sur l'ensemble du territoire français, au même titre que Tulipa gesneriana.